# ファシント・ヴァスケス
ファシント・ヴァスケス（Jacinto Vásquez, 1944年 - ）は、パナマ出身の騎手。主に北米のサラブレッド競馬で活動し、通算5231勝を挙げた。1998年、アメリカ競馬名誉の殿堂入り。

## 経歴
1959年、15歳の時にパナマのプレジテンテレモン競馬場で騎手デビューし、見習い騎手のリーディングジョッキーを獲得。翌年よりアメリカに移り、ニューヨーク州を活動拠点とした。
1975年、フーリッシュプレジャーでケンタッキーダービーに優勝し、クラシック競走を初制覇。また、この年は牝馬ラフィアンでニューヨーク牝馬三冠も制した。同年7月6日、ベルモントパーク競馬場で両馬のマッチレースが企画された際には、ラフィアンを選択する。しかし同馬は競走中に骨折、予後不良となり、「ラフィアンの悲劇」として記憶されることとなった。この死を悼み、翌年ラフィアンハンデキャップが創設されると、ヴァスケスはレヴィデアに騎乗し、第1回競走の優勝騎手となった。
1980年、牝馬 ジェニュインリスクでケンタッキーダービー2勝目を挙げ、同時に牝馬として65年振りのダービー制覇の快挙に導いた。
1984年2月より、1年間の騎乗停止処分を受ける。1976年に他騎手への贈賄容疑で告発を受けた際、ヴァスケスが異議申し立てを行い、審理が続けられた末に訴えが退けられたものであった。
復帰後の1986年には、スマイルでブリーダーズカップ・スプリントに優勝し、ブリーダーズカップ競走初勝利を挙げた。その後10年間活動を続け、1996年に騎手生活から退いた。通算37392戦5231勝。勝利数は当時史上第15位の記録。1998年には騎手部門でアメリカ競馬殿堂入りを果たし、翌年には通算5度の開催リーディングを獲得したフロリダ州コールダー競馬場でも顕彰され殿堂入りした。
現在は調教師としてフロリダで活動を続けている。

## 成績
| 通算成績 | 1着   | 騎乗回数 | 勝率 |
| -------- | ----- | -------- | ---- |
| 計       | 5,231 | 37,392   | 14%  |

### 主な騎乗馬
※年度表彰受賞馬以外は、日本語版に記事が存在する馬のみ記載。括弧内はヴァスケス騎乗時の優勝競走。
G1競走
- Foolish Pleasure（1975年ケンタッキーダービーなどG1競走5勝）
- Ruffian（1975年ニューヨーク牝馬三冠などG1競走4勝）
- Genuine Risk（1980年ケンタッキーダービー、ラフィアンハンデキャップ）
- Princess Rooney（1983年ケンタッキーオークス）
- Smile（1986年ブリーダーズカップ・スプリント）
- Manila（1987年ユナイテッドネイションズハンデキャップ）
- Adjudicating（1989年シャンペンステークス）

その他重賞競走
- Forego（1976年ナッソーカウンティハンデキャップ）
- Mogambo（1986年ゴーサムステークス）
- Risen Star（1988年レキシントンステークス）